# Аль-Мусаддар
Аль-Мусаддар (араб. المُصَدّر)‎ — палестинская деревня в центральной части сектора Газа, в провинции Дейр-эль-Балах к востоку от Дейр-эль-Балаха, к югу от лагеря беженцев Магази и к западу от границы с Израилем. По переписи 1997 года его население составляло 1277 человек. По данным Палестинского центрального статистического бюро, в 2017 году в Аль-Мусаддаре проживало 2587 человек.
В январе 2024 года боевые действия войны в секторе Газа начали приближаться к Аль-Мусаддару.